# Louis Petit de Bachaumont
Pour les articles homonymes, voir Louis Petit (homonymie), Petit et Bachaumont.
Louis Petit de Bachaumont, né le 2 juin 1690 à Paris où il est mort le 29 avril 1771, est un écrivain français.

## Biographie
Fils de Charles Petit, auditeur à la Chambre des comptes, et de Charlotte de Billy, Louis Petit est élevé à la Cour par son grand-père, Guillaume Petit, médecin du prince de Conti puis du Dauphin, et seigneur de Bachaumont à Lavilletertre (Oise). Après la mort de ce dernier, il hérite du fief de Bachaumont qu'il revendra rapidement. il est assez remarquable de constater que Louis Petit est le deuxième écrivain à attacher son nom à ce modeste fief, après François Le Coigneux de Bachaumont (1624-1702), coauteur d'un ouvrage à succès, le Voyage de Chapelle et Bachaumont. Autre coïncidence : si, comme on va le voir, Louis Petit est devenu le pilier du salon de madame Doublet, François Le Coigneux a pris en main l'éducation de la fille de sa compagne devenue grâce à lui une intellectuelle qui tiendra au début du XVIIIe siècle un salon réputé ; il s'agit de la marquise de Lambert !
Vers 1730, Louis Petit de Bachaumont se lie avec Marie-Anne Doublet, de 16 ans son ainée, veuve d’un secrétaire des commandements du Régent, et partage avec elle un appartement dépendant du couvent des Filles de Sainte-Thérèse.
Bachaumont était l’animateur du salon de Marie-Anne Doublet qui attirait une trentaine d’habitués, au nombre desquels, outre le frère de l’hôtesse, l’abbé Legendre, Dortous de Mairan, La Curne Sainte-Palaye, Piron, Mirabaud, l’abbé de Voisenon, Falconet, Foncemagne, le comte d’Argental, l’abbé Chauvelin, l’abbé Xaupi, etc. ; on mettait en commun des informations collectées dans la journée qui étaient redistribuées sous forme de « nouvelles à la main ».
Son nom reste attaché  aux célèbres Mémoires secrets tirés de ces nouvelles à la main, mais selon Christophe Cave, le véritable rédacteur en  a été son secrétaire Pidansat de Mairobert.
Bachaumont est l’auteur d’un Essai sur la peinture, la sculpture et l’architecture (1751) et d’un Mémoire sur la vie de M. l’abbé Gédoyn.
Son nom reste aussi attaché au sauvetage de la colonne astrologique construite à la demande de Catherine de Médicis. En effet, quand l'hôtel de Soissons au quartier des Halles fut vendu en 1740 et promis à la démolition, Bachaumont racheta la colonne et la donna plus tard à la municipalité. C'est pourquoi Carmontelle le représente sur fond de colonne astrologique.
Bachaumont est mort quinze jours avant sa compagne, Marie-Anne Doublet, en montrant tout autant d’originalité qu’elle in extremis : à ceux qui lui avaient parlé des consolations de l’Église, il avait répondu qu’il ne se sentait pas affligé. Et le prêtre qui s’est ensuite présenté n’a pu tirer de lui que ces simples mots : « Monsieur, vous avez bien de la bonté. » Mais ce fut encore une autre chanson quand il a reçu l’extrême-onction : « Fi ! l’horreur ! s’écria-t-il, avec une affreuse grimace. »
Il existe, depuis 1900, une rue Bachaumont à Paris.

## Œuvres en ligne
- Mémoires secrets (lire en ligne)
- Barnabé Warée, éd. (préf. Jean Gay), Table alphabétique des auteurs et personnages cités dans les Mémoires secrets pour servir à l'histoire de la république des lettres en France rédigés par Bachaumont, Paris, Librairie des auteurs, 1866 (lire en ligne sur Gallica).

## Pour approfondir